# Бойко Микола Іванович (науковець)
Микола Іванович Бойко — український лікар-сексопатолог, андролог, уролог. Доктор медичних наук зі спеціальності «урологія», професор. Лікар вищої категорії з урології та сексопатології. Головний науковий співробітник ДНУ «Науково-практичний центр профілактичної та клінічної медицини» ДУС. Головний науковий консультант клініки «Андроцентр». Президент Української асоціації андрології та сексуальної медицини.

## Біографія
Народився 03.03.1956 р.н., в смт Улянівка Сумської області.
У 1982 р. закінчив з відзнакою лікувальний факультет Київського медичного інституту імені О. О. Богомольця за спеціальністю «Лікувальна справа».  
1982—2006 — молодший, старший та  головний науковий співробітник відділу сексопатології та андрології Інститут урології АМН України.
2006—2019 р. — головний науковий співробітник ДНУ «Науково-практичний центр профілактичної та клінічної медицини» ДУС.
2004—2019 р. — професор курсу сексології та сексопатології Національного медичного  університету імені О. О. Богомольця.  

## Наукова діяльність
У 1986 р. захистив кандидатську, а 1995 — докторську дисертацію.
Близько 15 років М. І. Бойко обіймав посаду вченого секретаря спеціалізованої вченої ради зі спеціальності «Урологія», здійснюючи підготовку здобувачів до захисту дисертацій.
Керівник 4 кандидатів медичних наук.
Упродовж п'яти років був головним консультантом із сексопатології Головного управління охорони здоров'я та медичного забезпечення м. Києва.  
2006—2008 — головний сексопатолог  і андролог  МОЗ України.
2006—2008 — член  та керівник  Національної експертної комісії із захисту суспільної моралі.  
З 1998 р. — президент Української асоціації андрології.
2005 р. — президент Української асоціації андрології та сексуальної медицини.
Організатор 11 Всеукраїнських науково-практичних конференцій з андрології та сексуальної медицини з міжнародною участю, Першого конгресу з андрології та сексуальної медицини, Всеукраїнської виставки «Інтимне здоров'я — 2006» та 5-го Євро-Азійського саміту з андрології (2010).
Основні напрямки науково-практичної діяльності: сексопатологія, андрологія, урологія.    
Коло наукових інтересів:
- вивчення сексуальних розладів, еректильної дисфункції, передчасної еякуляції, захворювань чоловічих статевих органів;
- дослідження чоловічої неплідності та особливостей імунологічних механізмів фертильності;
- застосування цитомединів для лікування андрологічних та сексологічних захворювань,
- хірургічне лікування андрологічних захворювань (фалопротезування, корекція девіацій та   розмірів статевого члена, епідидимовазоанастомоз, мікрохірургія при варикоцеле тощо). Засновник наукового напрямку в Україні «Чоловіча естетична генітальна хірургія».

## Участь в товариствах та асоціаціях
Дійсний член:
- Європейської Асоціації Урологів (EAU),
- Європейського Товариства Сексуальної Медицини (ESSM),
- Міжнародного  Товариства Сексуальної Медицини (ISSM), Президент Української Асоціації Андрології та Сексуальної Медицини.

Автор 250 наукових праць, 15 винаходів,  11 монографій і підручників.  

## Монографії та підручники
1. СПИД — Синдром приобретенного иммунодефицита, Киев, — «Здоров'я», 1988—232 p.
2. Російсько-українсько-латинський словник медичних термінів, Київ, «Здоров'я», 1988 // Розділи: Урологія, Сексологія, pp. 59–101.
3. Клиническая Сексология и Андрология, Киев, «Здоров'я», 1996, 536 p.
4. Сексологія і Андрологія, Київ, «Здоров'я»,, 1997, 880 p.
5. Простатит, Москва, «Медпрактика», 2007, 222 p.
6. Словарь: секс-справочник/ Н. И. Бойко, В. Н. Виноградов. — К.: ООО «XXI столетие: диалог культур», 2008.- 512 с.
7. Алгоритмы в акушерстве и гинекологии. Под ред. Бенюка В. А. — К.: Библиотека «Здоровье Украины», 2019. — 540 с.
8. Клінічна андрологія Посібник для лікарів. Київ Серія "Бібліотека «Здоров'я України», 2013.- С.222
9. Урологія. Підручник для студентів. Під редакцією Пасєчнікова С. П. Вінниця — Нова книга. -2013.  432 с
10. Урология. Учебник для студентов. Под редакцией Пасєчникова С. П.  Винница — Новая книга. -2014.  432 с
11. Urology. Textbook for students of higher medical educational institutions. Ed by S.Pasechnikov. Vinnitsia. Nova Kniha. 2020. 400 p

Член редакційної ради медичних журналів: «Медицинские аспекты здоровья мужчины», «Пластична, реконструктивна та відновна хірургія» і головний редактор журналу «Андрологія та сексуальна медицина».

## Нагороди
- Почесна грамота Міністерства охорони здоров'я України (2006)
- Почесна грамота Верховної Ради України (2016)
- Почесна грамота Державного управління справами (2016)